# 昭和放浪記 (水前寺清子の曲)
「昭和放浪記」（しょうわほうろうき）は、1972年10月10日に発売された水前寺清子のシングル。

## 解説
1972年9月6日録音。
本作で水前寺は1972年『第23回NHK紅白歌合戦』に出場。作詞をした阿久悠は〝伝説的な大ヒットと囁かれたものだが、結局は隠れた名曲どまりであった〟と後年述べている。
作中の “お守り” と云う部分は当初 “お金” であったが、売春を思わせるとマズイため、書き改められた。
本作は売り上げこそ伸びなかったが評判は残り、この作詞作曲コンビを都はるみ陣営が目をつけ、1975年に「北の宿から」で大ヒットを記録することとなる。

## 収録曲
※全作詞: 阿久悠、全作曲: 小林亜星
1. 昭和放浪記（3分32秒）
  - 編曲: 小杉仁三
2. 祭りになればいい（3分19秒）
  - 編曲: 馬飼野俊一